# アンナ・ゴウラリ
アンナ・ゴウラリ（ドイツ語: Anna Gourari、ロシア語: Анна Семёновна Гурарий、1972年10月3日 - ）は、ドイツとロシアの国籍を持つピアニスト。

## 経歴
アンナ・ゴウラリは、ソビエト連邦（現ロシア）のタタールスタン共和国カザンに生まれ、両親のリュドミラとシモン・ゴウラリから5歳でピアノの指導を受けた。1979年に初の公開コンサートを行い、カザンの音楽専門学校で学び、その後モスクワ音楽院でヴェラ・ゴルノスタエヴァのマスタークラスを受講した。1990年にドイツ学術奨学金財団に選ばれ、ミュンヘン音楽・演劇大学でルートヴィヒ・ホフマンやギッティ・ピルナーに師事した。
ゴウラリは国際ピアノコンクールで数々の受賞歴を持ち、1986年のカバレフスキーコンクール（ロシア）、1990年のゲッティンゲン国際ショパンコンクール、1994年のデュッセルドルフ・クララ・シューマンコンクールで1位を獲得した。
彼女のレパートリーは、ヨハン・セバスティアン・バッハから古典派、ロマン派、現代音楽まで多岐にわたり、ロリン・マゼール、ズービン・メータ、イヴァン・フィッシャー、コリン・デイヴィス、ロジャー・ノリントンといった指揮者や著名なオーケストラと共演している。ザルツブルク音楽祭、キッシンゲン音楽祭、ルール・ピアノフェスティバル、ラインガウ音楽祭など国際的な音楽フェスティバルにも出演している。
ゴウラリはヨーロッパ、日本、ロシアで放送されたテレビ番組に出演し、デッカ・レコード、Koch Classics、Edel Classics、2012年以降はECMレコードでアルバムをリリースしている。2019年にはミュンヘンで室内楽コンサートシリーズ「Musicaè」を創設し、芸術監督を務め、ギドン・クレーメルとクレメラータ・バルティカが開幕公演を行った。このシリーズにはアンドラーシュ・シフ、ピエール＝ローラン・エマール、ハインツ・ホリガー、トーマス・ツェートマイアー、アルカディ・ヴォロドス、アレクセイ・ヴォロディンらが出演している。
映画では、ヴェルナー・ヘルツォーク監督の『神に選ばれし無敵の男』（2001年）に主要な役で出演し、ドイツ公共放送のドイチェ・ヴェレでモスクワの芸術・文化に関する6つのテレビ番組を司会した。また、ドイツ、イタリア、オーストリア、日本でマスタークラスを指導している。

## 受賞歴
- 2000年：ECHOクラシック 最優秀新人賞[1]
- 2001年：ECHOクラシック 最優秀器楽奏者賞[1][7]
- ディアパソン・ドール：ヨハネス・ブラームス『後期ピアノ曲集』（作品116–119）[2]

## ディスコグラフィ（抜粋）
- 『アンナ・ゴウラリとイェルク・ヴィトマン』：ヒンデミット、シューマン、ブラームス他（Tonicale、1994年）
- ショパン：ピアノソナタ第3番、マズルカ（Koch Classics、1998年）
- スクリャービン：前奏曲集（Koch Classics、1999年）
- リヒャルト・シュトラウス：左手のためのピアノ協奏曲、バンベルク交響楽団、指揮：カール・アントン・リッケンバッハー（Koch Classics、2000年）
- ベートーヴェン：ピアノ協奏曲第3番、ピアノソナタ「悲愴」、ドレスデン国立管弦楽団、指揮：コリン・デイヴィス（Koch Classics、2001年）
- 『ミッドナイト、ノクターン』：フィールド、ショパン、ヴィラ＝ロボス、バーバー他（Decca、2003年）
- 『デジール』：スクリャービン、グバイドゥーリナ（Decca、2005年）
- ブラームス：後期ピアノ曲集 作品116–119（Edel Classics、2009年）
- ショパン：マズルカ・ダイアリー（Edel Classics、2010年）
- 『カント・オスクーロ』：バッハ/ブゾーニ、グバイドゥーリナ、ヒンデミット（ECM、2012年）
- 『ヴィジョンズ・フュジティブス』：プロコフィエフ、メトネル、ショパン（ECM、2014年）
- 『エリューシブ・アフィニティ』：バッハ/マルチェッロ、シュニトケ、シチェドリン、リーム（ECM、2018年）
- ヒンデミット/シュニトケ：スイス・イタリアーナ管弦楽団、指揮：マルクス・ポシュナー（ECM、2024年6月14日、録音：2021年12月）[8]

## フィルモグラフィ
- 『神に選ばれし無敵の男』 - Invincible (2001年)